# Anisodes eos
Anisodes eos là một loài bướm đêm trong họ Geometridae.